# 背徳の瞳〜Eyes of Venus〜
「背徳の瞳〜Eyes of Venus〜」（はいとくのひとみ アイズ・オブ・ヴィーナス）は、小室哲哉とYOSHIKIが結成した期間限定ユニットであるV2が、1992年1月18日にリリースしたシングルである。

## 解説
V2として唯一リリースされたシングルで、オリコンチャート初登場2位を記録し（1位は大事MANブラザーズバンド「それが大事」）、47.7万枚を売り上げる。ジャケットにはV2ロケットが描かれている。エクスタシー音楽出版からバンドスコアも発売された。「背徳の瞳〜Eyes of Venus〜」は小室哲哉が2011年にリリースしたコンピレーション・アルバム『TK BEST SELECTION IN EPIC DAYS』にリマスターされたものが収録されているほか、小室哲哉の2012年のリミックス・アルバム『Digitalian is remixing』にピアノ・ソロ・バージョンが収録されている。
タイトルの「背徳の瞳」はYOSHIKIによって、「Virginity」は小室によって付けられた。また、タイトルに全て「V」の文字を入れたいという小室の発案を受け、「Eyes of Venus」というサブタイトルもYOSHIKIが考えた。
当初はYOSHIKIのエクスタシーレコード所属のバンドから誰かボーカリストを起用する予定だったが企画倒れに終わり、仮唄のつもりで録音された小室のボーカルでそのままCDリリースとなった。

## 収録曲
| 全作詞・作曲・編曲: V2。 |                               |      |            |      |
| #                        | タイトル                      | 作詞 | 作曲・編曲 | 時間 |
| 1.                       | 「背徳の瞳〜Eyes of Venus〜」 | V2   | V2         | 6:51 |
| 2.                       | 「Virginity」                 | V2   | V2         | 7:23 |

## 制作
1. 背徳の瞳〜Eyes of Venus〜
YOSHIKIがXのツアー『Violence In Jealousy Tour 1991 〜夢の中にだけ生きて〜』の8月23日の東京ドーム公演を終えるまでの間に、小室がお互いの音楽性に共通すると感じたコードを使用したデモ・テープをピアノで制作し、東京ドーム公演を終えたYOSHIKIに手渡した[6]。これが「背徳の瞳〜Eyes of Venus〜」イントロとなった[6]。このテープを受けたYOSHIKIが、テープに収録されていた一部のフレーズを題材にドラムとピアノが入ったサビの部分を制作し、これを録音した2番目となるテープを9月中旬に小室の元へ返した[6]。「背徳の瞳〜Eyes of Venus〜」は、YOSHIKIが制作した2番目のテープが大本になっているという[6]。
イントロは最終的に小室とYOSHIKIのピアノ二重奏となったが、3台分のピアノが重ねられている[4]。中性的な声で歌うことを意識したと語っている[6]。
2. Virginity
「背徳の瞳〜Eyes of Venus〜」と同時期に開始され、同じ手法で制作が進められた[6]。
少年的な声で歌うことを意識したと語っている[6]。
レコーディングは10月24日にYOSHIKIがXのコンサートで倒れる中、最初に小室の歌入れが行われた[6]。YOSHIKIの回復後に今度は小室が倒れる中、YOSHIKIが先に小室によって制作された詞のモチーフ・展開の構成をヒントに書き上げた「Virginity」の英語によるナレーションのレコーディングを4-5時間かけて行い、[6][7]その後に小室が日本語詞を制作した[8]。
パーカッション・パートはYOSHIKIによって全ての譜面が書き起こされ[8]、YOSHIKIが小室の所有するシンクラヴィアのディスクに収録されていた2000余りの音色を全て聴いて、生音と対比させながら選んだ[6]。音色の打ち込みは今までは他のマニピュレーターと小室が共同で直接関わっていたが、本作で始めて全ての打ち込み作業を他人に委ね、小室は飽くまでも第三者として相談に乗った上で「1音ずつ打ち込むように」と指示していた[8][9]。
当初ドラムパートは全て打ち込みを予定していたが、生音と対比する中で、生ドラムと打ち込みの混成となった[7]。

## 批評
市川哲史は「2曲とも非常に奇妙な曲になった。メロディをよぉーく聴いてると、ヨシキメロディと小室メロディが交互に登場するのがよくわかる。しかも違和感なくつながっているからおかしい。特に『背徳の瞳〜Eyes of Venus〜』は、ヨシキの『俺のツーバスと小室君のシンセ・アンサンブルの対決みたくなっちゃって（笑）』発言通り、どちらも押しまくりの賑々しい、『TMX』としか言い様がないキャッチーな楽曲だ。一方の『Virginity』は、小室発案のボレロなのだが、『ヨシキが打ち込みして遊んで、あんまり聴いた事がない打楽器のリズムだらけの曲になって、収拾がつかないへんてこりんな曲に（笑）』という小室の証言通り、雄大なんだかせせこましいんだか、よくわからない謎のナンバーとなっている。とにかく面白い事は確かなシングルだ」「作品自体には逆に戦略性は感じられない。あの2人が「どう受け取られるか考えてもなかった」と言う程なのだから、正に『純粋にアーティスティックな遊び』に他ならない。そしてこうした余裕こそが重要だと思うのである」と評している。